# Lago di Bongi
Il Lago di Bongi, anche conosciuto come Laghetto di Bongi, è un lago artificiale situato in provincia di Brescia, Lombardia. È stato formato dalla costruzione di una diga sul torrente Tovere per la produzione di energia idroelettrica nella centrale sita ai Piani di Mura. È alimentato dal torrente Tovere e dal torrente Valle del Pero.
Il nome Bongi deriva dalla cascina Bonch, sita a nord dell'abitato di Mura e sulla destra del torrente Tovere.

## Descrizione
Il lago ha una capacità di 45.000 metri cubi ed è delimitato da una diga di forma semicircolare con una lunghezza di 40 metri ed un'altezza di 10 metri. La diga è stata costruita nel 1917-1918 dalla Società Elettrica Bresciana come bacino d'accumulo per la centrale elettrica sita ai Piani di Mura, ora in concessione ad Enel Green Power.
Nel 2014-2015 è stata eseguita una pulizia del lago che ha rimosso una piccola "isola" formata da circa 30.000 metri cubi di fango e rocce che il Tovere aveva eroso e trasportato fino al lago.

## Galleria d'immagini

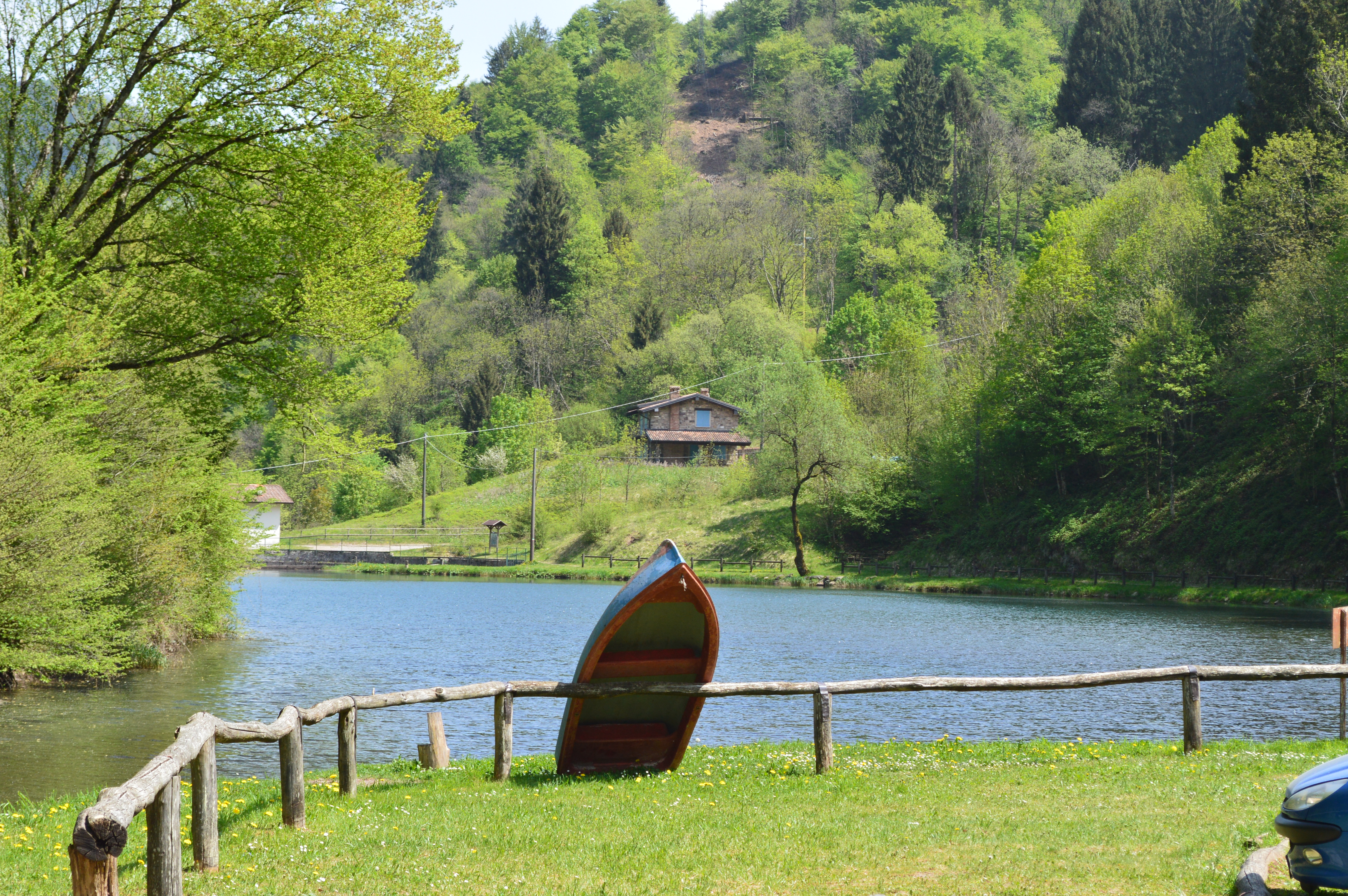
Il lago visto dal torrente Tovere
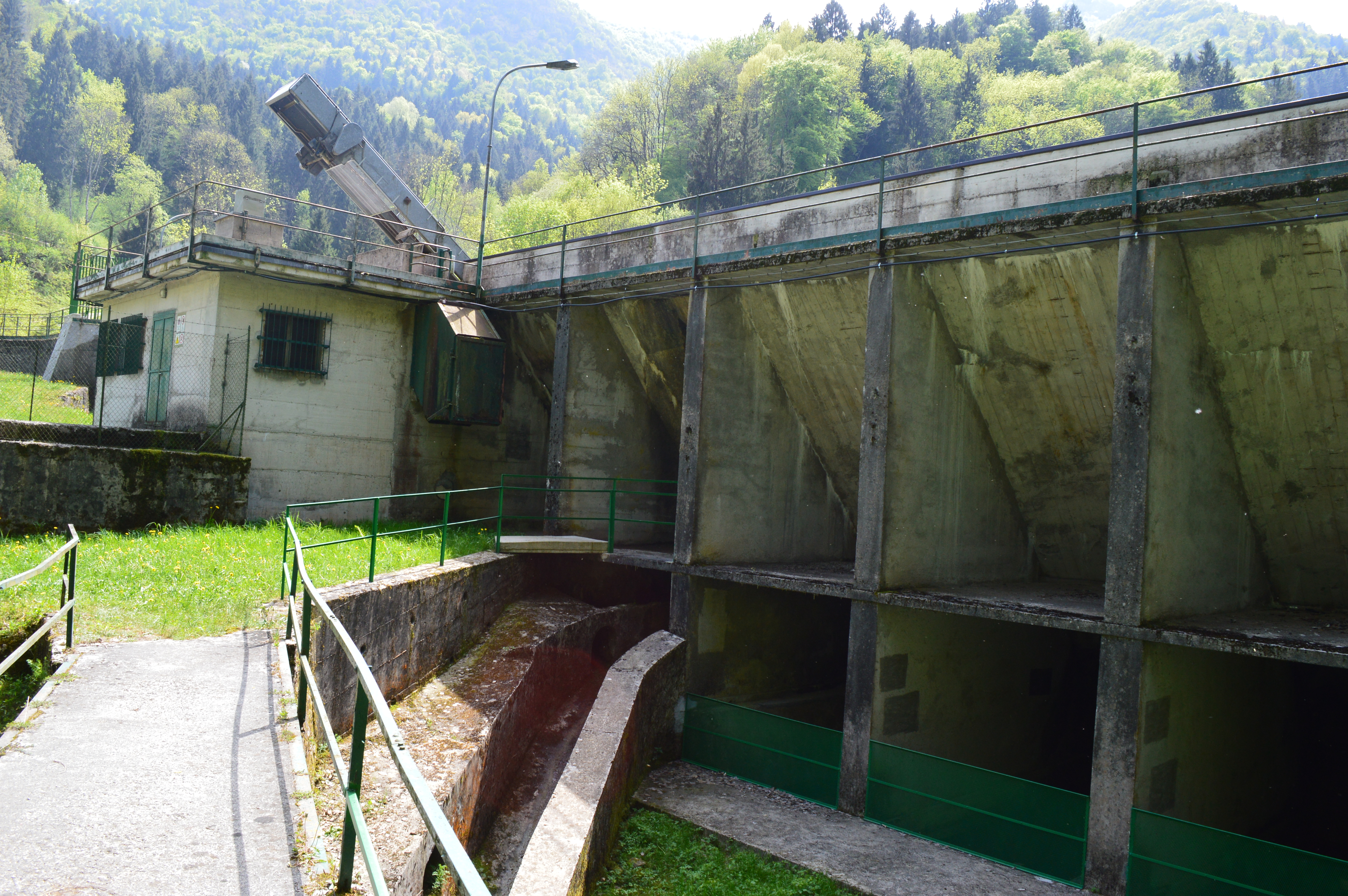
Vista della diga dal lato esterno
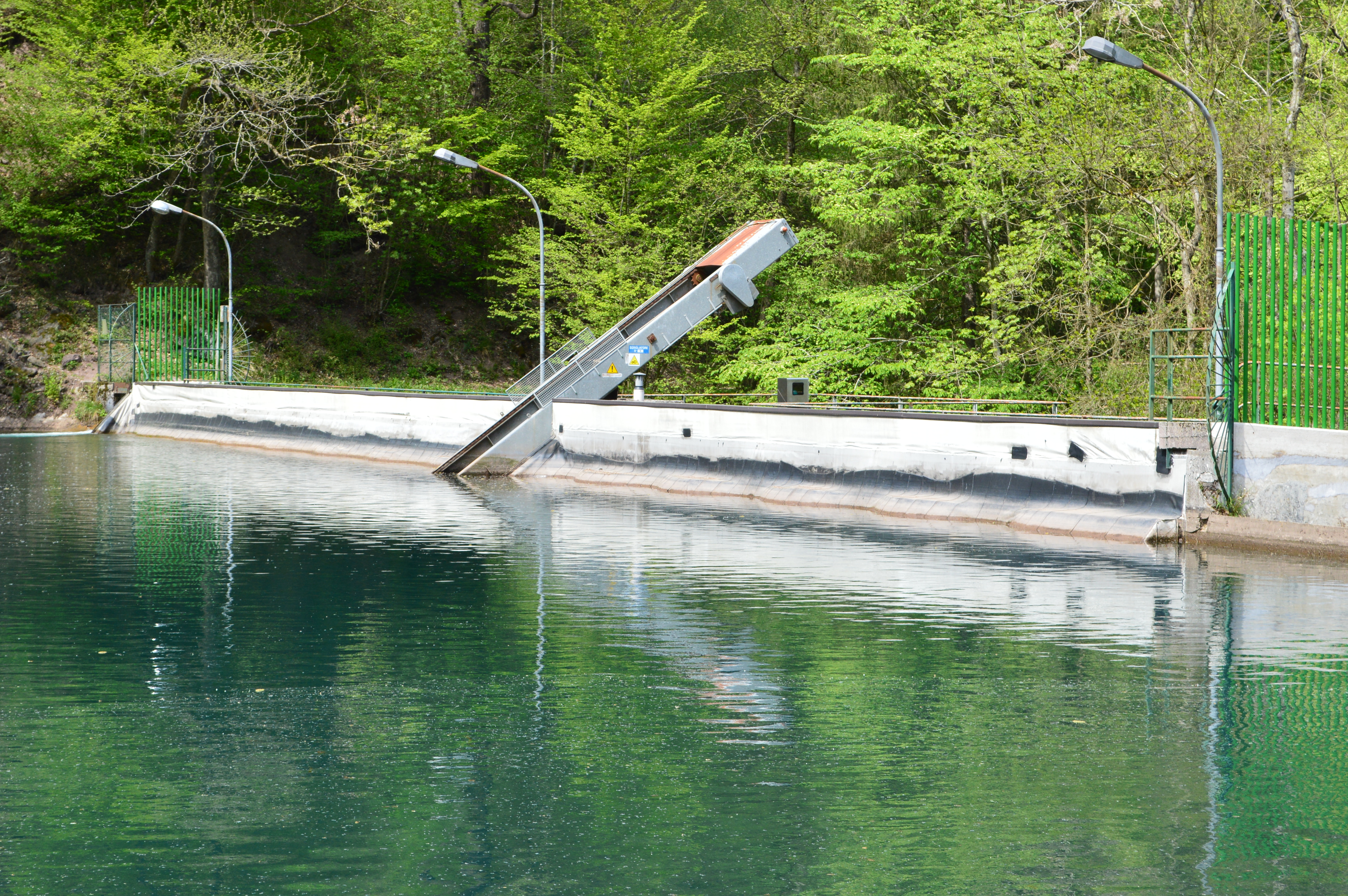
Vista della diga dal lato interno
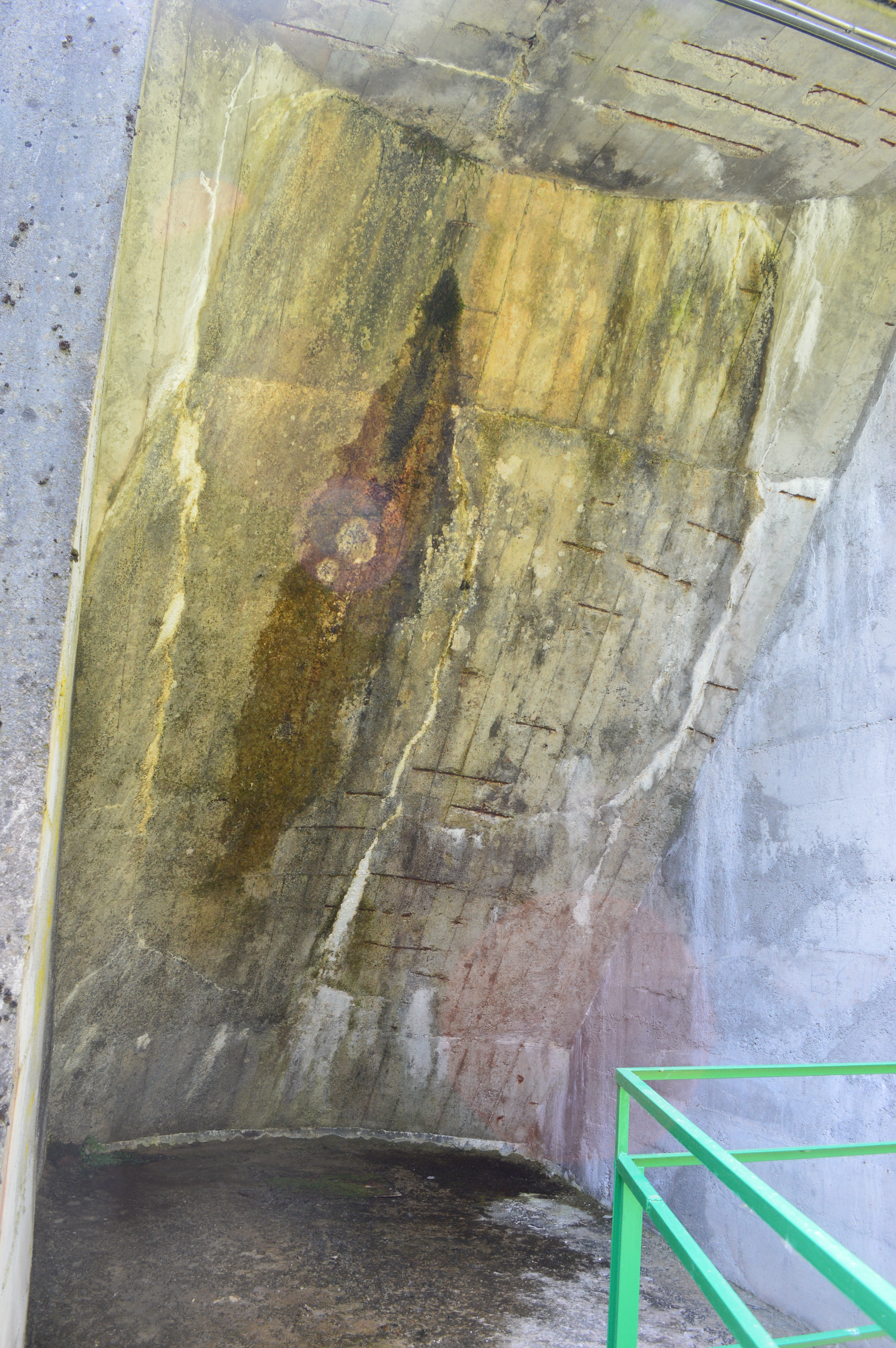
Degradazione sul lato esterno della diga